# Deutscher Filmpreis du meilleur montage
Les Deutscher Filmpreis dans la catégorie Meilleur montage sont des prix cinématographiques allemands attribués depuis 1972 au meilleur monteur. 
Jusqu'en 2004, la catégorie Meilleur montage faisait partie des catégories qui n'étaient pas attribuées chaque année et qui étaient déterminées sans nomination. 

## Lauréats de 1972-2004
| Année     | Lauréat                  | Titre                                                                                                |
| --------- | ------------------------ | --- |
| 1972      | Johannes Schaaf          | Trotta                                                                                               |
| 1973      |                          | |
| 1974      |                          | |
| 1975      | Beate Mainka-Jellinghaus | Dans le danger et la plus grande détresse, le juste milieu apporte la mort L'Énigme de Kaspar Hauser |
| 1975      | Peter Przygodda          | Faux Mouvement                                                                                       |
| 1976-1977 | Prix non attribué        | Prix non attribué                                                                                    |
| 1978      | Peter Przygodda          | L'Ami américain La Cellule en verre La Femme gauchère                                                |
| 1979      | Dagmar Hirtz             | Der Richter und sein Henker                                                                          |
| 1980      | Siegrun Jäger            | Der Aufstand                                                                                         |
| 1981-1983 | Prix non attribué        | Prix non attribué                                                                                    |
| 1984      | Helga Borsche            | Ediths Tagebuch                                                                                      |
| 1985-1989 | Prix non attribué        | Prix non attribué                                                                                    |
| 1990      | Dagmar Hirtz             | Georg Elser – Einer aus Deutschland                                                                  |
| 1991      | Juliane Lorenz           | Malina                                                                                               |
| 1992      | Prix non attribué        | Prix non attribué                                                                                    |
| 1993      | Adolf Winkelmann         | Nordkurve                                                                                            |
| 1994      | Ulrike Schwarzenberger   | Tafelspitz                                                                                           |
| 1995      | Prix non attribué        | Prix non attribué                                                                                    |
| 1996      | Alexander Berner         | Frère sommeil Wia die Zeit vergeht                                                                   |
| 1997      | Inez Regnier             | Rossini – oder die mörderische Frage, wer mit wem schlief Echte Kerle                                |
| 1998      | Peter R. Adam            | Comedian Harmonists                                                                                  |
| 1999      | Mathilde Bonnefoy        | Cours, Lola, cours                                                                                   |
| 2000      | Monika Schindler         | Hans Warns – Mein 20. Jahrhundert                                                                    |
| 2001      | Christian Lonk           | alaska.de                                                                                            |
| 2002      | Hana Müllner             | Der Felsen                                                                                           |
| 2003      | Peter R. Adam            | Good Bye, Lenin!                                                                                     |
| 2004      | Sarah Clara Weber        | Muxmäuschenstill                                                                                     |

## Lauréats et nommés à partir de 2005
- 2005 : Dirk Grau et Martin Hoffmann pour Rhythm Is It!
- 2006 : Dirk Grau pour Les Enragés
- 2007 : Alexander Berner pour Le Parfum (Das Parfum – Die Geschichte eines Mörders)
- 2008 : Andrew Bird pour D'un autre côté
- 2009 : Sebastian Thümler pour Chiko
- 2010 : Hansjörg Weißbrich pour La Révélation
- 2011 : Mathilde Bonnefoy pour Trois
- 2012 : Peter R. Adam pour Anonymous
- 2013 : Alexander Berner pour Cloud Atlas
- 2014 : Hansjörg Weißbrich pour D'une vie à l'autre
- 2015 : Robert Rzesacz pour Who Am I: Kein System ist sicher
- 2016 : Alexander Berner pour Un hologramme pour le roi
- 2017 : Heike Parplies pour Toni Erdmann
- 2018 : Stephan Krumbiegel et Olaf Voigtländer pour Beuys
- 2019 : Anne Fabini pour Djihadistes de père en fils
- 2020 :  
  - Stephan Bechinger, Julia Kovalenko pour Benni 
  - Bettina Böhler pour Schlingensief – In das Schweigen hineinschreien   
  - Heike Gnida pour Pelikanblut   
  - Andreas Menn pour Mein Ende. Dein Anfang